# 修咸頓2015年至2016年球季
修咸頓2015年至2016年球季（英語：2015–16 Southampton F.C. season）是南安普顿足球俱乐部在英格蘭足球聯賽第89個球季，其中有17季在英超，2012年在英冠取得聯賽亞軍及直接升班資格後重返頂級行列角逐的第四個球季，去季取得第7位及一個歐霸盃參賽席位。

## 球衣

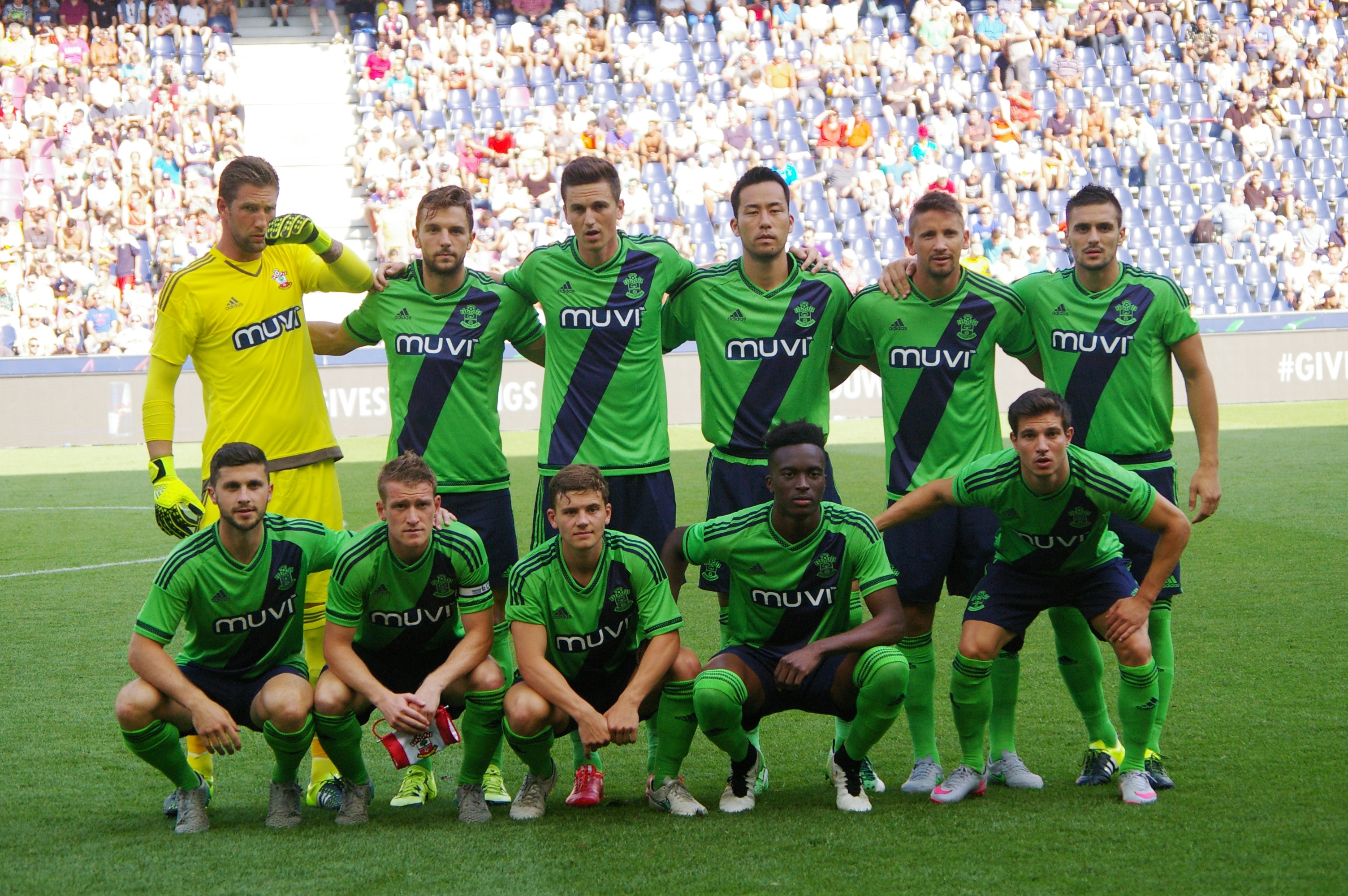
2015年7月11日修咸頓參加季前熱身賽「奥迪Quattro盃」的陣容。

| 主場球衣 | 作客球衣 |

## 球員名單
粗體字為本季新加盟球員

## 成績

### 新森林打吡
般尼茅夫

## 外部連結
- 南安普顿官方網站
- Southampton @ Soccerbase （页面存档备份，存于）
- espnfc: Southampton Home（页面存档备份，存于）
- southamptonMad （页面存档备份，存于）
- historicalkits.co.uk: Barclays English Premier League 2015 - 2016（页面存档备份，存于）